# Mikulicze (obwód witebski)
Mikulicze (biał. Мікулічы, Mikuliczy) – dawna kolonia na Białorusi, leżąca 8 km na wschód od Głębokiego.

## Historia
W czasach zaborów folwark rządowy w gminie Głębokie, w powiecie dzisieńskim, w guberni wileńskiej Imperium Rosyjskiego.
W latach 1921–1945 kolonia leżała w Polsce, w województwie wileńskim, w powiecie dziśnieńskim, w gminie Głębokie.
Według Powszechnego Spisu Ludności z 1921 roku zamieszkiwało tu 149 osób, 28 było wyznania rzymskokatolickiego, 121 prawosławnego. Jednocześnie wszyscy mieszkańcy zadeklarowali białoruską przynależność narodową. Były tu 24 budynki mieszkalne. W 1931 w 33 domach zamieszkiwało 177 osób.
Wierni należeli do parafii rzymskokatolickiej w Głębokiem i prawosławnej w Kowalach. Miejscowość podlegała pod Sąd Grodzki w Głębokiem i Okręgowy w Wilnie; właściwy urząd pocztowy mieścił się w Głębokiem.
W wyniku napaści ZSRR na Polskę we wrześniu 1939 miejscowość znalazła się pod okupacją sowiecką. 2 listopada została włączona do Białoruskiej SRR. Od czerwca 1941 roku pod okupacją niemiecką. W 1944 miejscowość została ponownie zajęta przez wojska sowieckie i włączona do Białoruskiej SRR.